# Campionati mondiali di slittino 1995
I Campionati mondiali di slittino 1995, trentesima edizione della manifestazione organizzata dalla Federazione Internazionale Slittino, si tennero il 4 e 5 febbraio 1995 a Lillehammer, in Norvegia, sulla pista omonima, la stessa sulla quale si svolsero le competizioni del bob e dello slittino ai Giochi di Lillehammer 1994, e furono disputate gare in quattro differenti specialità: nel singolo uomini, nel singolo donne, nel doppio e nella prova a squadre.
Vincitrice del medagliere fu la squadra tedesca, capace di ottenere tre titoli e cinque medaglie sulle dodici assegnate in totale: quelle d'oro furono conquistate da Stefan Krauße e Jan Behrendt nel doppio, giunti al loro quarto trionfo nella specialità, da Gabriele Kohlisch nel singolo femminile, che bissò l'oro ottenuto a Calgary 1990, nonché dagli stessi Krauße, Behrendt e Kohlisch insieme a Georg Hackl, Jens Müller e Susi Erdmann nella prova a squadre; nella gara individuale maschile la vittoria andò al rappresentante della nazionale italiana Armin Zöggeler.
Oltre ai tedeschi Gabriele Kohlisch, Stefan Krauße e Jan Behrendt, che vinsero due medaglie d'oro, gli altri atleti che riuscirono a salire per due volte sul podio in questa rassegna iridata furono i connazionali Georg Hackl e Susi Erdmann, l'austriaco Markus Prock e gli italiani Armin Zöggeler, Gerda Weissensteiner, Kurt Brugger e Wilfried Huber.

## Risultati

### Singolo uomini
La gara fu disputata su due manches nell'arco di una sola giornata e presero parte alla competizione 38 atleti in rappresentanza di 16 differenti nazioni; campione uscente era lo statunitense Wendel Suckow, che concluse la prova al nono posto, ed il titolo fu conquistato dall'italiano Armin Zöggeler, già medaglia di bronzo su questa pista ai Giochi di Lillehammer 1994, davanti al tedesco Georg Hackl, due volte campione mondiale a Winterberg 1989 ed a Calgary 1990 e due volte medaglia d'oro olimpica ad Albertville 1992 ed a Lillehammer 1994, ed all'austriaco Markus Prock, che vinse il titolo iridato ad Igls 1987 e fu per due volte secondo alle Olimpiadi del 1992 e del 1994 proprio dietro ad Hackl.
| Pos. | Atleti           | Nazione     |
| ---- | ---------------- | ----------- |
|      | Armin Zöggeler   | Italia      |
|      | Georg Hackl      | Germania    |
|      | Markus Prock     | Austria     |
| 4    | Wilfried Huber   | Italia      |
| 5    | Jens Müller      | Germania    |
| 6    | Norbert Huber    | Italia      |
| 7    | Alexander Bau    | Germania    |
| 8    | Larry Dolan      | Stati Uniti |
| 9    | Wendel Suckow    | Stati Uniti |
| 10   | Al'bert Demčenko | Russia      |

### Singolo donne
La gara fu disputata su due manches nell'arco di una sola giornata e presero parte alla competizione 26 atlete in rappresentanza di 15 differenti nazioni; campionessa uscente era l'italiana Gerda Weissensteiner, che concluse la prova al terzo posto, ed il titolo fu conquistato dalla tedesca Gabriele Kohlisch, già campionessa mondiale a Calgary 1990, davanti alla connazionale Susi Erdmann, che vinse il titolo iridato a Winterberg 1989 e Winterberg 1991 e salì per due volte sul podio ai Giochi olimpici di Albertville 1992 e di Lillehammer 1994.
| Pos. | Atleti               | Nazione     |
| ---- | -------------------- | ----------- |
|      | Gabriele Kohlisch    | Germania    |
|      | Susi Erdmann         | Germania    |
|      | Gerda Weissensteiner | Italia      |
| 4    | Cameron Myler        | Stati Uniti |
| 5    | Natalie Obkircher    | Italia      |
| 6    | Doris Neuner         | Austria     |
| 7    | Sylke Otto           | Germania    |
| 8    | Angelika Neuner      | Austria     |
| 9    | Jana Bode            | Germania    |
| 10   | Erin Warren          | Stati Uniti |

### Doppio
La gara fu disputata su due manches nell'arco di una sola giornata e presero parte alla competizione 30 atleti in rappresentanza di 9 differenti nazioni; campioni uscenti erano i tedeschi Stefan Krauße e Jan Behrendt, che riuscirono a confermare il titolo ottenuto nelle due precedenti edizioni, davanti agli statunitensi Christopher Thorpe e Gordon Sheer ed agli italiani Kurt Brugger e Wilfried Huber, che vinsero l'oro olimpico ai Giochi di Lillehammer 1994. Krauße e Behrendt, che anche alle Olimpiadi di Albertville 1992 avevano conquistato la medaglia d'oro, divennero i secondi atleti in assoluto a conquistare quattro titoli mondiali, appaiando in questa speciale classifica -che non tiene conto delle gare a squadre- la tedesca orientale Margit Schumann, nonché i primi a riuscirci nella specialità del doppio.
| Pos. | Atleti                             | Nazione     |
| ---- | ---------------------------------- | ----------- |
|      | Stefan Krauße Jan Behrendt         | Germania    |
|      | Christopher Thorpe Gordon Sheer    | Stati Uniti |
|      | Kurt Brugger Wilfried Huber        | Italia      |
| 4    | Tobias Schiegl Markus Schiegl      | Austria     |
| 5    | Ioan Apostol Liviu Cepoi           | Romania     |
| 6    | Mark Grimmette Jonathan Edwards    | Stati Uniti |
| 7    | Yves Mankel Thomas Rudolph         | Germania    |
| 8    | Ihor Urbans'kyj Andrij Muchin      | Ucraina     |
| 9    | Danil Čaban Aleksandr Zubkov       | Russia      |
| 10   | Al'bert Demčenko Aleksej Zelenskij | Russia      |

### Gara a squadre
La gara fu disputata nell'arco di una sola giornata e ogni squadra nazionale prese parte alla competizione con alcuni tra gli atleti che avevano ottenuto i migliori risultati nelle tre discipline in questa edizione dei mondiali; nello specifico la prova vide la partenza di due singolaristi uomini e di due donne, nonché di un doppio per ogni nazione, che gareggiarono ciascuno in una singola manche; al termine di ognuna delle tre prove vennero assegnati punteggi decrescenti ai partecipanti e la somma totale dei punti così ottenuti laureò campione la nazionale tedesca di Georg Hackl, Jens Müller, Gabriele Kohlisch, Susi Erdmann, Stefan Krauße e Jan Behrendt davanti alla squadra italiana composta da Armin Zöggeler, Gerda Weissensteiner, Natalie Obkircher, Kurt Brugger e dai fratelli Norbert e Wilfried Huber ed al team austriaco formato da Markus Prock, Markus Kleinheinz, Tobias Schiegl, Markus Schiegl e dalle sorelle Doris e Angelika Neuner.
| Pos. | Squadra     | Atleti                                                                                              | Punteggio |
| ---- | ----------- | --------------------------------------------------------------------------------------------------- | --------- |
|      | Germania    | Georg Hackl, Jens Müller Gabriele Kohlisch, Susi Erdmann Stefan Krauße / Jan Behrendt               | 146       |
|      | Italia      | Armin Zöggeler, Norbert Huber Gerda Weissensteiner, Natalie Obkircher Kurt Brugger / Wilfried Huber | 132       |
|      | Austria     | Markus Prock, Markus Kleinheinz Doris Neuner, Angelika Neuner Tobias Schiegl / Markus Schiegl       | 125       |
| 4    | Stati Uniti | Larry Dolan, Wendel Suckow Cameron Myler, Erin Warren Christopher Thorpe / Gordon Sheer             | N.D.      |
| 5    | Russia      | Al'bert Demčenko, Oleg Ermolin Irina Gubkina, Irina Kusakina Danil Čaban / Aleksandr Zubkov         | N.D.      |
| 6    | Ucraina     | non conosciuti                                                                                      | N.D.      |
| 7    | Canada      | non conosciuti                                                                                      | N.D.      |
| 8    | Rep. Ceca   | non conosciuti                                                                                      | N.D.      |

## Medagliere
| Posizione | Nazione     | Oro | Argento | Bronzo | Totale |
| --------- | ----------- | --- | ------- | ------ | ------ |
| 1         | Germania    | 3   | 2       | 0      | 5      |
| 2         | Italia      | 1   | 1       | 2      | 4      |
| 3         | Stati Uniti | 0   | 1       | 0      | 1      |
| 4         | Austria     | 0   | 0       | 2      | 2      |
| Totale    | Totale      | 4   | 4       | 4      | 12     |